# Royal Rumble 2014
Royal Rumble 2014 was een pay-per-viewevenement in het professioneel worstelen dat geproduceerd werd door de WWE. Dit evenement was de 27e editie van Royal Rumble en vond plaats in de Consol Energy Center in Pittsburgh op 26 januari 2014. 
De wederoptredende Batista won de traditionele Royal Rumble ten koste van Roman Reigns. De Royal Rumble was tevens de laatste wedstrijd van CM Punk als professioneel worstelaar. CM Punk zou de volgende dag niet meer opdagen tijdens het wekelijkse programma Monday Night Raw en een week later zijn pensioen aankondigen.

## Achtergrond
Op TLC: Tables, Ladders & Chairs 2013, in december 2013, won WWE Champion Randy Orton de titelwedstrijd van World Heavyweight Champion John Cena en veroverde de titel van Cena. Door die zege kwam Orton tijdelijk in het bezit van beide titels. Zoals vooraf reeds werd bekendgemaakt, zou het World Heavyweight Championship (Golden Belt) nadien worden ontbonden door de WWE. Tijdens de Raw-aflevering van 30 december 2013, kondigde Stephanie McMahon een herkansingswedstrijd aan voor dit evenement.

## Wedstrijden
| Nr.                                                                          | Match | Winnaar(s)           |
| ---------------------------------------------------------------------------- | --- | -------------------- |
| PS                                                                           | Goldust & Cody Rhodes (c) vs. New Age Outlaws in een Tag team match voor het WWE Tag Team Championship                     | New Age Outlaws (nc) |
| 1                                                                            | Daniel Bryan vs. Bray Wyatt in een één-op-één match                                                                        | Bray Wyatt           |
| 2                                                                            | Big Show vs. Brock Lesnar (met Paul Heyman) in een één-op-één match                                                        | Brock Lesnar         |
| 3                                                                            | Randy Orton (c) vs. John Cena in een één-op-één match voor het WWE World Heavyweight Championship                          | Randy Orton (c)      |
| 4                                                                            | Traditionele Royal Rumble match met "30" worstelaars voor een WWE World Heavyweight Championship match op WrestleMania XXX | Batista              |
| (c) huidige kampioen voor en na de match \| (nc) nieuwe kampioen na de match | |                      |

### Royal Rumble match
| Entree | Worstelaar               | Uitgeschakeld | Geëlimineerd door                | Tijd | # Eliminaties |
| ------ | ------------------------ | ------------- | -------------------------------- | ---- | ------------- |
| 1      | CM Punk                  | 27            | Kane*                            |      | 3             |
| 2      | Seth Rollins             | 24            | Reigns                           |      | 2             |
| 3      | Damien Sandow            | 1             | Punk                             |      | 0             |
| 4      | Cody Rhodes              | 11            | Goldust                          |      | 1             |
| 5      | Kane                     | 2             | Punk                             |      | 0             |
| 6      | Alexander Rusev          | 3             | Kingston, Punk, Rhodes & Rollins |      | 0             |
| 7      | Jack Swagger             | 6             | Nash                             |      | 0             |
| 8      | Kofi Kingston            | 7             | Reigns                           |      | 1             |
| 9      | Jimmy Uso                | 5             | Ambrose                          |      | 0             |
| 10     | Goldust                  | 12            | Reigns                           |      | 1             |
| 11     | Dean Ambrose             | 25            | Reigns                           |      | 2             |
| 12     | Dolph Ziggler            | 8             | Reigns                           |      | 0             |
| 13     | R-Truth                  | 4             | Ambrose                          |      | 0             |
| 14     | Kevin Nash               | 9             | Reigns                           |      | 1             |
| 15     | Roman Reigns             | 29            | Batista                          |      | 12            |
| 16     | The Great Khali          | 10            | Reigns                           |      | 0             |
| 17     | Sheamus                  | 28            | Reigns**                         |      | 1             |
| 18     | The Miz                  | 16            | Harper                           |      | 0             |
| 19     | Fandango                 | 13            | Torito                           |      | 0             |
| 20     | El Torito                | 14            | Reigns                           |      | 1             |
| 21     | Antonio Cesaro           | 26            | Reigns                           |      | 0             |
| 22     | Luke Harper              | 23            | Reigns                           |      | 2             |
| 23     | Jey Uso                  | 17            | Harper                           |      | 0             |
| 24     | John "Bradshaw" Layfield | 15            | Reigns                           |      | 0             |
| 25     | Erick Rowan              | 18            | Batista                          |      | 0             |
| 26     | Ryback                   | 19            | Batista                          |      | 0             |
| 27     | Alberto Del Rio          | 20            | Batista                          |      | 0             |
| 28     | Batista                  | -             | WINNAAR                          |      | 4             |
| 29     | Big E Langston           | 21            | Sheamus                          | 10   | 0             |
| 30     | Rey Mysterio             | 22            | Rollins                          |      | 0             |

(*) Kane was reeds geëlimineerd, maar stapte terug naar de ring en elimineerde Punk.

(**) Toen Reigns Sheamus elimineerde, verbrak hij het record van Kane met 12 eliminaties in 1 Royal Rumble Match.